# Nivețke, Poliske
Nivețke (în ucraineană Нівецьке) este un sat în comuna Ordjonikidze din raionul Poliske, regiunea Kiev, Ucraina.

## Demografie
Componența lingvistică a localității Nivețke
     Ucraineană (100%)
Conform recensământului din 2001, toată populația localității Nivețke era vorbitoare de ucraineană (100%).